# آر ۲۰۷۹۱۰
آر ۲۰۷۹۱۰ (به انگلیسی: R207910) با فرمول شیمیایی C۳۲H۳۱BrN۲O۲ یک ترکیب شیمیایی با شناسه پاب‌کم ۵۷۴۶۶۴۰ است. که جرم مولی آن ۵۵۵٫۵۰۴ g/mol می‌باشد.